# Città della California
Questa lista comprende i comuni (city e town) della California.
I dati sono dell'USCB sono riferiti al 2010. Con C sono indicati i capoluoghi di contea.

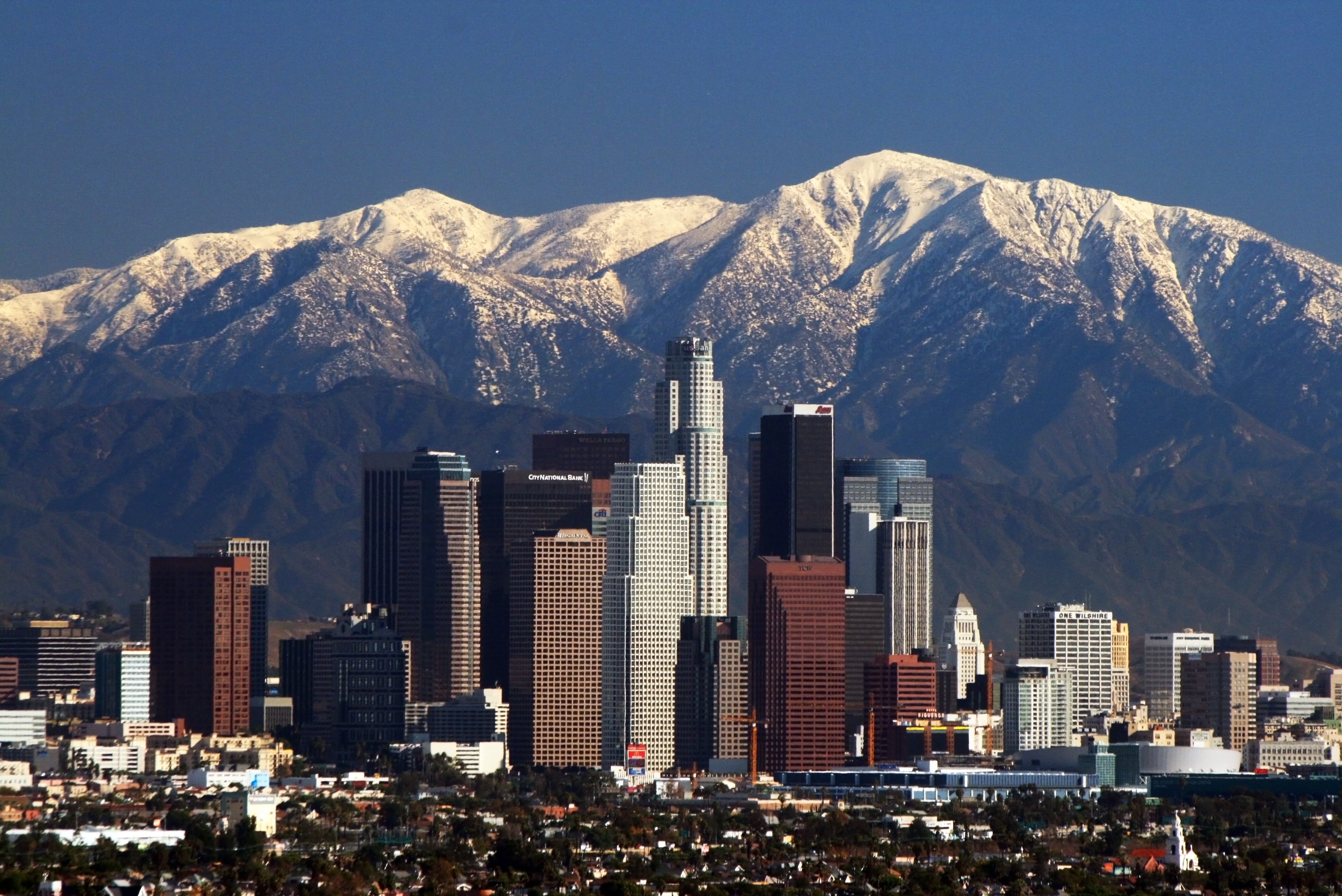
Skyline di Los Angeles

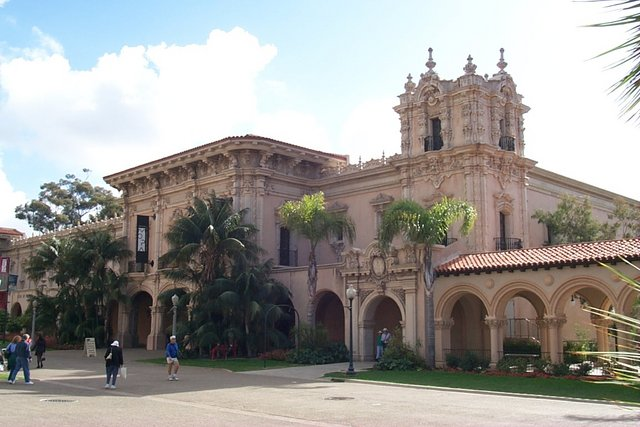
Balboa Park a San Diego

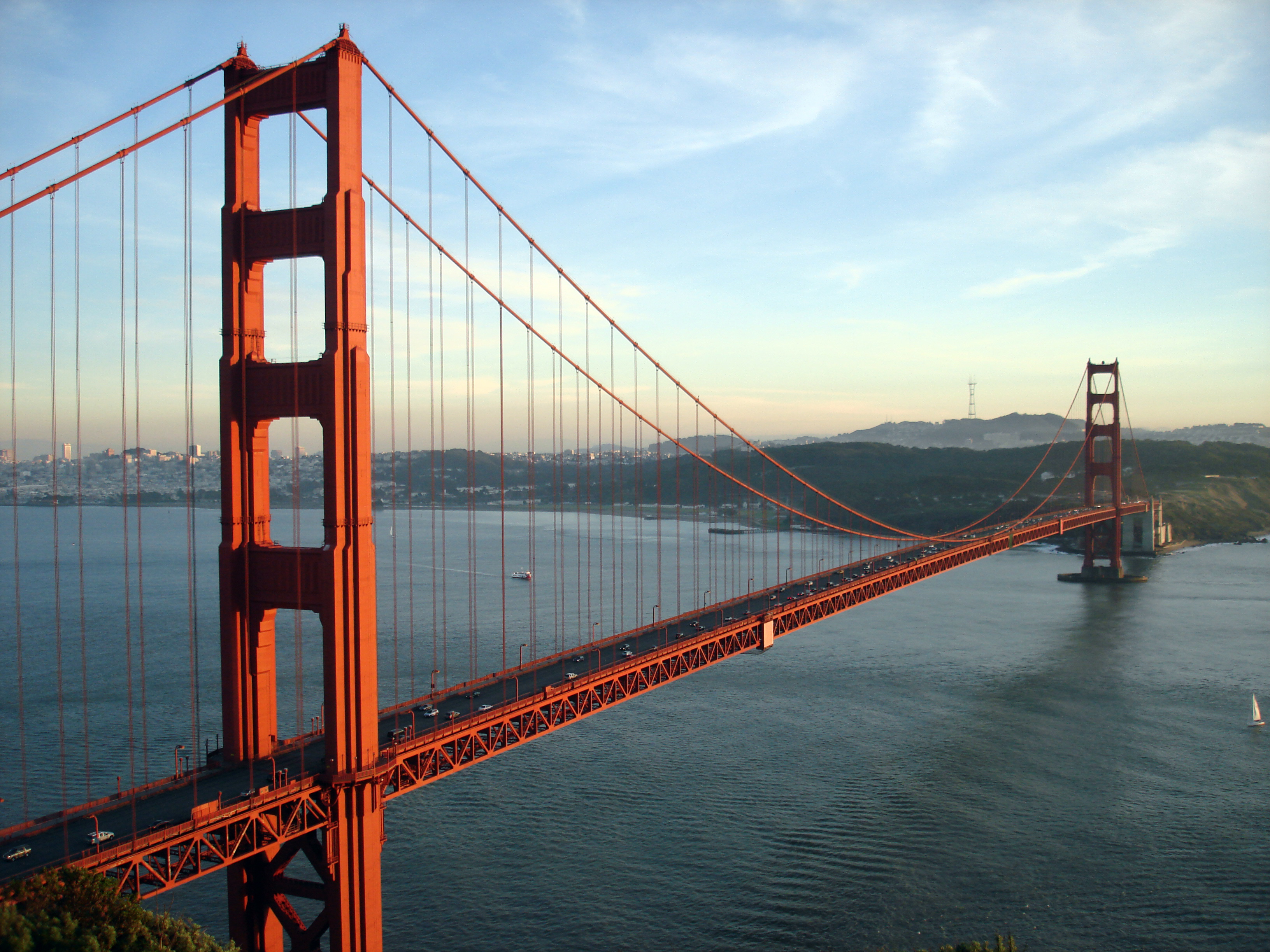
Golden Gate Bridge a San Francisco

| #   | Città                  | Contea          | Status         | Abitanti  |
| --- | ---------------------- | --------------- | -------------- | --------- |
| 1   | Adelanto               | San Bernardino  | city           | 31 765    |
| 2   | Agoura Hills           | Los Angeles     | city           | 20 330    |
| 3   | Alameda                | Alameda         | city           | 73 812    |
| 4   | Albany                 | Alameda         | city           | 18 539    |
| 5   | Alhambra               | Los Angeles     | city           | 83 089    |
| 6   | Aliso Viejo            | Orange          | city           | 47 823    |
| 7   | Alturas C              | Modoc           | city           | 2 827     |
| 8   | Amador City            | Amador          | city           | 185       |
| 9   | American Canyon        | Napa            | city           | 19 454    |
| 10  | Anaheim                | Orange          | city           | 336 265   |
| 11  | Anderson               | Shasta          | city           | 9 932     |
| 12  | Angels Camp            | Calaveras       | city           | 3 836     |
| 13  | Antioch                | Contra Costa    | city           | 102 372   |
| 14  | Apple Valley           | San Bernardino  | town           | 69 135    |
| 15  | Arcadia                | Los Angeles     | city           | 56 364    |
| 16  | Arcata                 | Humboldt        | city           | 17 231    |
| 17  | Arroyo Grande          | San Luis Obispo | city           | 17 252    |
| 18  | Artesia                | Los Angeles     | city           | 16 522    |
| 19  | Arvin                  | Kern            | city           | 19 304    |
| 20  | Atascadero             | San Luis Obispo | city           | 28 310    |
| 21  | Atherton               | San Mateo       | town           | 6 914     |
| 22  | Atwater                | Merced          | city           | 28 168    |
| 23  | Auburn C               | Placer          | city           | 13 330    |
| 24  | Avalon                 | Los Angeles     | city           | 3 728     |
| 25  | Avenal                 | Kings           | city           | 15 505    |
| 26  | Azusa                  | Los Angeles     | city           | 46 361    |
| 27  | Bakersfield C          | Kern            | city           | 347 483   |
| 28  | Baldwin Park           | Los Angeles     | city           | 75 390    |
| 29  | Banning                | Riverside       | city           | 29 603    |
| 30  | Barstow                | San Bernardino  | city           | 22 639    |
| 31  | Beaumont               | Riverside       | city           | 36 877    |
| 32  | Bell                   | Los Angeles     | city           | 35 477    |
| 33  | Bell Gardens           | Los Angeles     | city           | 42 072    |
| 34  | Bellflower             | Los Angeles     | city           | 76 616    |
| 35  | Belmont                | San Mateo       | city           | 25 835    |
| 36  | Belvedere              | Marin           | city           | 2 068     |
| 37  | Benicia                | Solano          | city           | 26 997    |
| 38  | Berkeley               | Alameda         | city           | 112 580   |
| 39  | Beverly Hills          | Los Angeles     | city           | 34 109    |
| 40  | Big Bear Lake          | San Bernardino  | city           | 5 019     |
| 41  | Biggs                  | Butte           | city           | 1 707     |
| 42  | Bishop                 | Inyo            | city           | 3 879     |
| 43  | Blue Lake              | Humboldt        | city           | 1 253     |
| 44  | Blythe                 | Riverside       | city           | 20 817    |
| 45  | Bradbury               | Los Angeles     | city           | 1 048     |
| 46  | Brea                   | Orange          | city           | 39 282    |
| 47  | Brentwood              | Contra Costa    | city           | 51 481    |
| 48  | Brisbane               | San Mateo       | city           | 4 282     |
| 49  | Buellton               | Santa Barbara   | city           | 4 828     |
| 50  | Buena Park             | Orange          | city           | 80 530    |
| 51  | Burbank                | Los Angeles     | city           | 103 340   |
| 52  | Burlingame             | San Mateo       | city           | 28 806    |
| 53  | Calabasas              | Los Angeles     | city           | 23 058    |
| 54  | Calexico               | Imperial        | city           | 38 572    |
| 55  | California City        | Kern            | city           | 14 120    |
| 56  | Calimesa               | Riverside       | city           | 7 879     |
| 57  | Calipatria             | Imperial        | city           | 7 705     |
| 58  | Calistoga              | Napa            | city           | 5 155     |
| 59  | Camarillo              | Ventura         | city           | 65 201    |
| 60  | Campbell               | Santa Clara     | city           | 39 349    |
| 61  | Canyon Lake            | Riverside       | city           | 10 561    |
| 62  | Capitola               | Santa Cruz      | city           | 9 918     |
| 63  | Carlsbad               | San Diego       | city           | 105 328   |
| 64  | Carmel-by-the-Sea      | Monterey        | city           | 3 722     |
| 65  | Carpinteria            | Santa Barbara   | city           | 13 040    |
| 66  | Carson                 | Los Angeles     | city           | 91 714    |
| 67  | Cathedral City         | Riverside       | city           | 51 200    |
| 68  | Ceres                  | Stanislaus      | city           | 45 417    |
| 69  | Cerritos               | Los Angeles     | city           | 49 041    |
| 70  | Chico                  | Butte           | city           | 86 187    |
| 71  | Chino                  | San Bernardino  | city           | 77 983    |
| 72  | Chino Hills            | San Bernardino  | city           | 74 799    |
| 73  | Chowchilla             | Madera          | city           | 18 720    |
| 74  | Chula Vista            | San Diego       | city           | 243 916   |
| 75  | Citrus Heights         | Sacramento      | city           | 83 301    |
| 76  | Claremont              | Los Angeles     | city           | 34 926    |
| 77  | Clayton                | Contra Costa    | city           | 10 897    |
| 78  | Clearlake              | Lake            | city           | 15 250    |
| 79  | Cloverdale             | Sonoma          | city           | 8 618     |
| 80  | Clovis                 | Fresno          | city           | 95 631    |
| 81  | Coachella              | Riverside       | city           | 40 704    |
| 82  | Coalinga               | Fresno          | city           | 13 380    |
| 83  | Colfax                 | Placer          | city           | 1 963     |
| 84  | Colma                  | San Mateo       | town           | 1 792     |
| 85  | Colton                 | San Bernardino  | city           | 52 154    |
| 86  | Colusa C               | Colusa          | city           | 5 971     |
| 87  | Commerce               | Los Angeles     | city           | 12 823    |
| 88  | Compton                | Los Angeles     | city           | 96 455    |
| 89  | Concord                | Contra Costa    | city           | 122 067   |
| 90  | Corcoran               | Kings           | city           | 24 813    |
| 91  | Corning                | Tehama          | city           | 7 663     |
| 92  | Corona                 | Riverside       | city           | 152 374   |
| 93  | Coronado               | San Diego       | city           | 24 697    |
| 94  | Corte Madera           | Marin           | town           | 9 253     |
| 95  | Costa Mesa             | Orange          | city           | 109 960   |
| 96  | Cotati                 | Sonoma          | city           | 7 265     |
| 97  | Covina                 | Los Angeles     | city           | 47 796    |
| 98  | Crescent City C        | Del Norte       | city           | 7 643     |
| 99  | Cudahy                 | Los Angeles     | city           | 23 805    |
| 100 | Culver City            | Los Angeles     | city           | 38 883    |
| 101 | Cupertino              | Santa Clara     | city           | 58 302    |
| 102 | Cypress                | Orange          | city           | 47 802    |
| 103 | Daly City              | San Mateo       | city           | 101 123   |
| 104 | Dana Point             | Orange          | city           | 33 351    |
| 105 | Danville               | Contra Costa    | town           | 42 039    |
| 106 | Davis                  | Yolo            | city           | 65 622    |
| 107 | Del Mar                | San Diego       | city           | 4 161     |
| 108 | Del Rey Oaks           | Monterey        | city           | 1 624     |
| 109 | Delano                 | Kern            | city           | 53 041    |
| 110 | Desert Hot Springs     | Riverside       | city           | 25 938    |
| 111 | Diamond Bar            | Los Angeles     | city           | 55 544    |
| 112 | Dinuba                 | Tulare          | city           | 21 453    |
| 113 | Dixon                  | Solano          | city           | 18 351    |
| 114 | Dorris                 | Siskiyou        | city           | 939       |
| 115 | Dos Palos              | Merced          | city           | 4 950     |
| 116 | Downey                 | Los Angeles     | city           | 111 772   |
| 117 | Duarte                 | Los Angeles     | city           | 21 321    |
| 118 | Dublin                 | Alameda         | city           | 46 036    |
| 119 | Dunsmuir               | Siskiyou        | city           | 46 036    |
| 120 | East Palo Alto         | San Mateo       | city           | 28 155    |
| 121 | Eastvale               | Riverside       | city           | 53 670    |
| 122 | El Cajon               | San Diego       | city           | 99 478    |
| 123 | El Centro C            | Imperial        | city           | 42 598    |
| 124 | El Cerrito             | Contra Costa    | city           | 23 549    |
| 125 | El Monte               | Los Angeles     | city           | 113 475   |
| 126 | El Segundo             | Los Angeles     | city           | 16 654    |
| 127 | Elk Grove              | Sacramento      | city           | 153 015   |
| 128 | Emeryville             | Alameda         | city           | 10 080    |
| 129 | Encinitas              | San Diego       | city           | 59 518    |
| 130 | Escalon                | San Joaquin     | city           | 7 132     |
| 131 | Escondido              | San Diego       | city           | 143 911   |
| 132 | Etna                   | Siskiyou        | city           | 737       |
| 133 | Eureka C               | Humboldt        | city           | 27 191    |
| 134 | Exeter                 | Tulare          | city           | 10 334    |
| 135 | Fairfax                | Marin           | town           | 7 441     |
| 136 | Fairfield C            | Solano          | city           | 105 321   |
| 137 | Farmersville           | Tulare          | city           | 10 588    |
| 138 | Ferndale               | Humboldt        | city           | 1 371     |
| 139 | Fillmore               | Ventura         | city           | 15 002    |
| 140 | Firebaugh              | Fresno          | city           | 7 549     |
| 141 | Folsom                 | Sacramento      | city           | 72 203    |
| 142 | Fontana                | San Bernardino  | city           | 196 069   |
| 143 | Fort Bragg             | Mendocino       | city           | 7 273     |
| 144 | Fort Jones             | Siskiyou        | city           | 839       |
| 145 | Fortuna                | Humboldt        | city           | 11 926    |
| 146 | Foster City            | San Mateo       | city           | 30 567    |
| 147 | Fountain Valley        | Orange          | city           | 55 313    |
| 148 | Fowler                 | Fresno          | city           | 5 570     |
| 149 | Fremont                | Alameda         | city           | 214 089   |
| 150 | Fresno C               | Fresno          | city           | 494 665   |
| 151 | Fullerton              | Orange          | city           | 135 161   |
| 152 | Galt                   | Sacramento      | city           | 23 647    |
| 153 | Garden Grove           | Los Angeles     | city           | 170 883   |
| 154 | Gardena                | Los Angeles     | city           | 58 829    |
| 155 | Gilroy                 | Santa Clara     | city           | 48 821    |
| 156 | Glendale               | Los Angeles     | city           | 191 719   |
| 157 | Glendora               | Los Angeles     | city           | 50 073    |
| 158 | Goleta                 | Santa Barbara   | city           | 29 888    |
| 159 | Gonzales               | Monterey        | city           | 8 187     |
| 160 | Grand Terrace          | San Bernardino  | city           | 12 040    |
| 161 | Grass Valley           | Nevada          | city           | 12 860    |
| 162 | Greenfield             | Monterey        | city           | 16 330    |
| 163 | Gridley                | Butte           | city           | 6 584     |
| 164 | Grover Beach           | San Luis Obispo | city           | 13 156    |
| 165 | Guadalupe              | Santa Barbara   | city           | 7 080     |
| 166 | Gustine                | Merced          | city           | 5 520     |
| 167 | Half Moon Bay          | San Mateo       | city           | 11 324    |
| 168 | Hanford C              | Kings           | city           | 53 967    |
| 169 | Hawaiian Gardens       | Los Angeles     | city           | 14 254    |
| 170 | Hawthorne              | Los Angeles     | city           | 84 293    |
| 171 | Hayward                | Alameda         | city           | 144 186   |
| 172 | Healdsburg             | Sonoma          | city           | 11 254    |
| 173 | Hemet                  | Riverside       | city           | 78 657    |
| 174 | Hercules               | Contra Costa    | city           | 24 060    |
| 175 | Hermosa Beach          | Los Angeles     | city           | 19 506    |
| 176 | Hesperia               | San Bernardino  | city           | 90 173    |
| 177 | Hidden Hills           | Los Angeles     | city           | 1 856     |
| 178 | Highland               | San Bernardino  | city           | 53 104    |
| 179 | Hillsborough           | San Mateo       | town           | 10 825    |
| 180 | Hollister C            | San Benito      | city           | 34 928    |
| 181 | Holtville              | Imperial        | city           | 5 939     |
| 182 | Hughson                | Stanislaus      | city           | 6 640     |
| 183 | Huntington Beach       | Orange          | city           | 189 992   |
| 184 | Huntington Park        | Los Angeles     | city           | 58 114    |
| 185 | Huron                  | Fresno          | city           | 6 754     |
| 186 | Imperial               | Imperial        | city           | 14 758    |
| 187 | Imperial Beach         | Imperial        | city           | 26 324    |
| 188 | Indian Wells           | Riverside       | city           | 4 958     |
| 189 | Indio                  | Riverside       | city           | 76 036    |
| 190 | Industry               | Los Angeles     | city           | 219       |
| 191 | Inglewood              | Los Angeles     | city           | 109 673   |
| 192 | Ione                   | Amador          | city           | 7 918     |
| 193 | Irvine                 | Orange          | city           | 212 375   |
| 194 | Irwindale              | Los Angeles     | city           | 1 422     |
| 195 | Isleton                | Sacramento      | city           | 804       |
| 196 | Jackson C              | Amador          | city           | 4 651     |
| 197 | Jurupa Valley          | Riverside       | city           | 95 004    |
| 198 | Kerman                 | Fresno          | city           | 13 544    |
| 199 | King City              | Monterey        | city           | 12 874    |
| 200 | Kingsburg              | Fresno          | city           | 11 382    |
| 201 | La Cañada Flintridge   | Los Angeles     | city           | 20 246    |
| 202 | La Habra               | Orange          | city           | 60 239    |
| 203 | La Habra Heights       | Los Angeles     | city           | 5 325     |
| 204 | La Mesa                | San Diego       | city           | 57 065    |
| 205 | La Mirada              | Los Angeles     | city           | 48 527    |
| 206 | La Palma               | Orange          | city           | 15 568    |
| 207 | La Puente              | Los Angeles     | city           | 39 816    |
| 208 | La Quinta              | Riverside       | city           | 37 467    |
| 209 | La Verne               | Los Angeles     | city           | 31 063    |
| 210 | Lafayette              | Contra Costa    | city           | 23 893    |
| 211 | Laguna Beach           | Orange          | city           | 22 723    |
| 212 | Laguna Hills           | Orange          | city           | 30 344    |
| 213 | Laguna Niguel          | Orange          | city           | 62 979    |
| 214 | Laguna Woods           | Orange          | city           | 16 192    |
| 215 | Lake Elsinore          | Riverside       | city           | 51 821    |
| 216 | Lake Forest            | Orange          | city           | 77 264    |
| 217 | Lakeport C             | Lake            | city           | 4 753     |
| 218 | Lakewood               | Los Angeles     | city           | 80 048    |
| 219 | Lancaster              | Los Angeles     | city           | 156 633   |
| 220 | Larkspur               | Marin           | city           | 11 926    |
| 221 | Lathrop                | San Joaquin     | city           | 18 023    |
| 222 | Lawndale               | Los Angeles     | city           | 32 769    |
| 223 | Lemon Grove            | San Diego       | city           | 25 320    |
| 224 | Lemoore                | Kings           | city           | 24 531    |
| 225 | Lincoln                | Placer          | city           | 42 819    |
| 226 | Lindsay                | Tulare          | city           | 11 768    |
| 227 | Live Oak               | Sutter          | city           | 8 392     |
| 228 | Livermore              | Alameda         | city           | 80 968    |
| 229 | Livingston             | Merced          | city           | 13 058    |
| 230 | Lodi                   | San Joaquin     | city           | 62 134    |
| 231 | Loma Linda             | San Bernardino  | city           | 23 261    |
| 232 | Lomita                 | Los Angeles     | city           | 20 256    |
| 233 | Lompoc                 | Santa Barbara   | city           | 42 434    |
| 234 | Long Beach             | Los Angeles     | city           | 462 257   |
| 235 | Loomis                 | Placer          | town           | 6 430     |
| 236 | Los Alamitos           | Orange          | city           | 11 449    |
| 237 | Los Altos              | Santa Clara     | city           | 28 976    |
| 238 | Los Altos Hills        | Santa Clara     | town           | 7 922     |
| 239 | Los Angeles C          | Los Angeles     | city           | 3 792 621 |
| 240 | Los Banos              | Merced          | city           | 35 972    |
| 241 | Los Gatos              | Santa Clara     | town           | 29 413    |
| 242 | Loyalton               | Sierra          | city           | 769       |
| 243 | Lynwood                | Los Angeles     | city           | 69 772    |
| 244 | Madera C               | Madera          | city           | 61 416    |
| 245 | Malibù                 | Los Angeles     | city           | 12 645    |
| 246 | Mammoth Lakes          | Mono            | town           | 8 234     |
| 247 | Manhattan Beach        | Los Angeles     | city           | 35 135    |
| 248 | Manteca                | San Joaquin     | city           | 67 096    |
| 249 | Maricopa               | Kern            | city           | 1 154     |
| 250 | Marina                 | Monterey        | city           | 19 718    |
| 251 | Martinez C             | Contra Costa    | city           | 35 824    |
| 252 | Marysville C           | Yuba            | city           | 12 072    |
| 253 | Maywood                | Los Angeles     | city           | 27 395    |
| 254 | McFarland              | Kern            | city           | 12 707    |
| 255 | Mendota                | Fresno          | city           | 11 014    |
| 256 | Menifee                | Riverside       | city           | 77 519    |
| 257 | Menlo Park             | San Mateo       | city           | 32 026    |
| 258 | Merced C               | Merced          | city           | 78 958    |
| 259 | Mill Valley            | Marin           | city           | 13 903    |
| 260 | Millbrae               | San Mateo       | city           | 21 532    |
| 261 | Milpitas               | Santa Clara     | city           | 66 790    |
| 262 | Mission Viejo          | Orange          | city           | 93 305    |
| 263 | Modesto C              | Stanislau       | city           | 201 165   |
| 264 | Monrovia               | Los Angeles     | city           | 36 590    |
| 265 | Montague               | Siskiyou        | city           | 1 443     |
| 266 | Montclair              | San Bernardino  | city           | 36 664    |
| 267 | Monte Sereno           | Santa Clara     | city           | 3 341     |
| 268 | Montebello             | Los Angeles     | city           | 62 500    |
| 269 | Monterey               | Monterey        | city           | 27 810    |
| 270 | Monterey Park          | Los Angeles     | city           | 60 269    |
| 271 | Moorpark               | Ventura         | city           | 34 421    |
| 272 | Moraga                 | Contra Costa    | town           | 16 016    |
| 273 | Moreno Valley          | Riverside       | city           | 193 365   |
| 274 | Morgan Hill            | Santa Clara     | city           | 37 882    |
| 275 | Morro Bay              | San Luis Obispo | city           | 10 234    |
| 276 | Mount Shasta           | Siskiyou        | city           | 3 394     |
| 277 | Mountain View          | Santa Clara     | city           | 74 066    |
| 278 | Murrieta               | Riverside       | city           | 103 466   |
| 279 | Napa C                 | Napa            | city           | 76 915    |
| 280 | National City          | San Diego       | city           | 58 582    |
| 281 | Needles                | San Bernardino  | city           | 4 844     |
| 282 | Nevada City C          | Nevada          | city           | 3 068     |
| 283 | Newark                 | Alameda         | city           | 42 573    |
| 284 | Newman                 | Stanislaus      | city           | 10 224    |
| 285 | Newport Beach          | Orange          | city           | 85 186    |
| 286 | Norco                  | Riverside       | city           | 27 063    |
| 287 | Norwalk                | Los Angeles     | city           | 105 549   |
| 288 | Novato                 | Marin           | city           | 51 904    |
| 289 | Oakdale                | Stanislaus      | city           | 20 675    |
| 290 | Oakland C              | Alameda         | city           | 390 724   |
| 291 | Oakley                 | Contra Costa    | city           | 35 432    |
| 292 | Oceanside              | San Diego       | city           | 167 086   |
| 293 | Ojai                   | Ventura         | city           | 7 461     |
| 294 | Ontario                | San Bernardino  | city           | 163 924   |
| 295 | Orange                 | Orange          | city           | 134 616   |
| 296 | Orange Cove            | Fresno          | city           | 9 078     |
| 297 | Orinda                 | Contra Costa    | city           | 17 643    |
| 298 | Orland                 | Glenn           | city           | 7 291     |
| 299 | Oroville C             | Butte           | city           | 15 546    |
| 300 | Oxnard                 | Ventura         | city           | 197 899   |
| 301 | Pacific Grove          | Monterey        | city           | 15 041    |
| 302 | Pacifica               | San Mateo       | city           | 37 234    |
| 303 | Palm Desert            | Riverside       | city           | 48 445    |
| 304 | Palm Springs           | Riverside       | city           | 44 552    |
| 305 | Palmdale               | Los Angeles     | city           | 152 750   |
| 306 | Palo Alto              | Santa Clara     | city           | 64 403    |
| 307 | Palos Verdes Estates   | Los Angeles     | city           | 13 438    |
| 308 | Paradise               | Butte           | town           | 26 218    |
| 309 | Paramount              | Los Angeles     | city           | 54 098    |
| 310 | Parlier                | Fresno          | city           | 14 494    |
| 311 | Pasadena               | Los Angeles     | city           | 137 122   |
| 312 | Paso Robles            | San Luis Obispo | city           | 29 793    |
| 313 | Patterson              | Stanislaus      | city           | 20 413    |
| 314 | Perris                 | Riverside       | city           | 68 386    |
| 315 | Petaluma               | Sonoma          | city           | 57 941    |
| 316 | Pico Rivera            | Los Angeles     | city           | 62 942    |
| 317 | Piedmont               | Alameda         | city           | 10 667    |
| 318 | Pinole                 | Contra Costa    | city           | 18 390    |
| 319 | Pismo Beach            | San Luis Obispo | city           | 7 655     |
| 320 | Pittsburg              | Contra Costa    | city           | 63 264    |
| 321 | Placentia              | Orange          | city           | 50 533    |
| 322 | Placerville C          | El Dorado       | city           | 10 389    |
| 323 | Pleasant Hill          | Contra Costa    | city           | 33 152    |
| 324 | Pleasanton             | Alameda         | city           | 70 285    |
| 325 | Plymouth               | Amador          | city           | 1 005     |
| 326 | Point Arena            | Mendocino       | city           | 449       |
| 327 | Pomona                 | Los Angeles     | city           | 149 058   |
| 328 | Port Hueneme           | Ventura         | city           | 21 723    |
| 329 | Porterville            | Tulare          | city           | 54 165    |
| 330 | Portola                | Plumas          | city           | 2 104     |
| 331 | Portola Valley         | San Mateo       | city           | 4 353     |
| 332 | Poway                  | San Diego       | city           | 47 811    |
| 333 | Rancho Cordova         | Sacramento      | city           | 64 776    |
| 334 | Rancho Cucamonga       | San Bernardino  | city           | 165 269   |
| 335 | Rancho Mirage          | Riverside       | city           | 17 218    |
| 336 | Rancho Palos Verdes    | Los Angeles     | city           | 41 643    |
| 337 | Rancho Santa Margarita | Orange          | city           | 47 853    |
| 338 | Red Bluff C            | Tehama          | city           | 14 076    |
| 339 | Redding C              | Shasta          | city           | 89 861    |
| 340 | Redlands               | San Bernardino  | city           | 68 747    |
| 341 | Redondo Beach          | Los Angeles     | city           | 66 747    |
| 342 | Redwood City C         | San Mateo       | city           | 76 815    |
| 343 | Reedley                | Fresno          | city           | 24 194    |
| 344 | Rialto                 | San Bernardino  | city           | 99 171    |
| 345 | Richmond               | Contra Costa    | city           | 103 701   |
| 346 | Ridgecrest             | Kern            | city           | 27 616    |
| 347 | Rio Dell               | Humboldt        | city           | 3 368     |
| 348 | Rio Vista              | Solano          | city           | 7 360     |
| 349 | Ripon                  | San Joaquin     | city           | 14 297    |
| 350 | Riverbank              | Stanislaus      | city           | 22 678    |
| 351 | Riverside C            | Riverside       | city           | 303 871   |
| 352 | Rocklin                | Placer          | city           | 56 974    |
| 353 | Rohnert Park           | Sonoma          | city           | 40 971    |
| 354 | Rolling Hills          | Los Angeles     | city           | 1 860     |
| 355 | Rolling Hills Estates  | Los Angeles     | city           | 8 067     |
| 356 | Rosemead               | Los Angeles     | city           | 53 764    |
| 357 | Roseville              | Placer          | city           | 118 788   |
| 358 | Ross                   | Marin           | town           | 2 415     |
| 359 | Sacramento C           | Sacramento      | city           | 466 488   |
| 360 | St. Helena             | Napa            | city           | 5 814     |
| 361 | Salinas C              | Monterey        | city           | 150 441   |
| 362 | San Anselmo            | Marin           | town           | 12 336    |
| 363 | San Bernardino C       | San Bernardino  | city           | 209 924   |
| 364 | San Bruno              | San Mateo       | city           | 41 114    |
| 365 | San Carlos             | San Mateo       | city           | 28 406    |
| 366 | San Clemente           | Orange          | city           | 63 522    |
| 367 | San Diego C            | San Diego       | city           | 1 301 617 |
| 368 | San Dimas              | Los Angeles     | city           | 33 371    |
| 369 | San Fernando           | Los Angeles     | city           | 23 645    |
| 370 | San Francisco C        | San Francisco   | city e country | 805 235   |
| 371 | San Gabriel            | Los Angeles     | city           | 39 718    |
| 372 | San Jacinto            | Riverside       | city           | 44 199    |
| 373 | San Joaquin            | Fresno          | city           | 1 862     |
| 374 | San Jose C             | Santa Clara     | city           | 945 942   |
| 375 | San Juan Bautista      | San Benito      | city           | 1 862     |
| 376 | San Juan Capistrano    | Orange          | city           | 34 593    |
| 377 | San Leandro            | Alameda         | city           | 84 950    |
| 378 | San Luis Obispo C      | San Luis Obispo | city           | 45 119    |
| 379 | San Marcos             | San Diego       | city           | 83 781    |
| 380 | San Marino             | Los Angeles     | city           | 13 147    |
| 381 | San Mateo              | San Mateo       | city           | 97 207    |
| 382 | San Pablo              | Contra Costa    | city           | 29 139    |
| 383 | San Rafael C           | Marin           | city           | 57 713    |
| 384 | San Ramon              | Contra Costa    | city           | 72 148    |
| 385 | Sand City              | Monterey        | city           | 334       |
| 386 | Sanger                 | Fresno          | city           | 24 270    |
| 387 | Santa Ana C            | Orange          | city           | 324 528   |
| 388 | Santa Barbara C        | Santa Barbara   | city           | 88 410    |
| 389 | Santa Clara            | Santa Clara     | city           | 116 468   |
| 390 | Santa Clarita          | Los Angeles     | city           | 176 320   |
| 391 | Santa Cruz C           | Santa Cruz      | city           | 59 946    |
| 392 | Santa Fe Springs       | Los Angeles     | city           | 16 223    |
| 393 | Santa Maria            | Santa Barbara   | city           | 99 553    |
| 394 | Santa Monica           | Los Angeles     | city           | 89 736    |
| 395 | Santa Paula            | Ventura         | city           | 29 321    |
| 396 | Santa Rosa C           | Sonoma          | city           | 167 815   |
| 397 | Santee                 | San Diego       | city           | 53 413    |
| 398 | Saratoga               | Santa Clara     | city           | 29 926    |
| 399 | Sausalito              | Marin           | city           | 7 061     |
| 400 | Scotts Valley          | Santa Cruz      | city           | 11 580    |
| 401 | Seal Beach             | Orange          | city           | 24 168    |
| 402 | Seaside                | Monterey        | city           | 33 025    |
| 403 | Sebastopol             | Sonoma          | city           | 7 379     |
| 404 | Selma                  | Fresno          | city           | 23 219    |
| 405 | Shafter                | Kern            | city           | 16 988    |
| 406 | Shasta Lake            | Shasta          | city           | 10 164    |
| 407 | Sierra Madre           | Los Angeles     | city           | 10 917    |
| 408 | Signal Hill            | Los Angeles     | city           | 11 016    |
| 409 | Simi Valley            | Ventura         | city           | 124 237   |
| 410 | Solana Beach           | San Diego       | city           | 12 867    |
| 411 | Soledad                | Monterey        | city           | 25 738    |
| 412 | Solvang                | Santa Barbara   | city           | 5 245     |
| 413 | Sonoma                 | Sonoma          | city           | 10 648    |
| 414 | Sonora C               | Tuolumne        | city           | 4 903     |
| 415 | South El Monte         | Los Angeles     | city           | 20 116    |
| 416 | South Gate             | Los Angeles     | city           | 94 396    |
| 417 | South Lake Tahoe       | El Dorado       | city           | 21 403    |
| 418 | South Pasadena         | Los Angeles     | city           | 25 619    |
| 419 | South San Francisco    | San Mateo       | city           | 63 632    |
| 420 | Stanton                | Orange          | city           | 38 186    |
| 421 | Stockton C             | San Joaquin     | city           | 291 707   |
| 422 | Suisun City            | Solano          | city           | 28 111    |
| 423 | Sunnyvale              | Santa Clara     | city           | 140 801   |
| 424 | Susanville C           | Lassen          | city           | 17 947    |
| 425 | Sutter Creek           | Amador          | city           | 2 501     |
| 426 | Taft                   | Kern            | city           | 9 327     |
| 427 | Tehachapi              | Kern            | city           | 14 414    |
| 428 | Tehama                 | Tehama          | city           | 418       |
| 429 | Temecula               | Riverside       | city           | 100 097   |
| 430 | Temple City            | Los Angeles     | city           | 35 558    |
| 431 | Thousand Oaks          | Ventura         | city           | 126 683   |
| 432 | Tiburon                | Marin           | town           | 8 962     |
| 433 | Torrance               | Los Angeles     | city           | 145 538   |
| 434 | Tracy                  | San Joaquin     | city           | 82 922    |
| 435 | Trinidad               | Humboldt        | city           | 367       |
| 436 | Truckee                | Nevada          | town           | 16 180    |
| 437 | Tulare                 | Tulare          | city           | 59 278    |
| 438 | Tulelake               | Siskiyou        | city           | 1 010     |
| 439 | Turlock                | Stanislaus      | city           | 68 549    |
| 440 | Tustin                 | Orange          | city           | 75 540    |
| 441 | Twentynine Palms       | San Bernardino  | city           | 25 048    |
| 442 | Ukiah C                | Mendocino       | city           | 16 075    |
| 443 | Union City             | Alameda         | city           | 69 516    |
| 444 | Upland                 | San Bernardino  | city           | 73 732    |
| 445 | Vacaville              | Solano          | city           | 92 428    |
| 446 | Vallejo                | Solano          | city           | 115 942   |
| 447 | Ventura C              | Ventura         | city           | 106 433   |
| 448 | Vernon                 | Los Angeles     | city           | 112       |
| 449 | Victorville            | San Bernardino  | city           | 115 903   |
| 450 | Villa Park             | Orange          | city           | 5 812     |
| 451 | Visalia C              | Tulare          | city           | 124 442   |
| 452 | Vista                  | San Diego       | city           | 93 834    |
| 453 | Walnut                 | Los Angeles     | city           | 29 172    |
| 454 | Walnut Creek           | Contra Costa    | city           | 64 173    |
| 455 | Wasco                  | Kern            | city           | 25 545    |
| 456 | Waterford              | Stanislaus      | city           | 8 456     |
| 457 | Watsonville            | Santa Cruz      | city           | 51 199    |
| 458 | Weed                   | Siskiyou        | city           | 2 967     |
| 459 | West Covina            | Los Angeles     | city           | 106 098   |
| 460 | West Hollywood         | Los Angeles     | city           | 34 399    |
| 461 | West Sacramento        | Yolo            | city           | 48 744    |
| 462 | Westlake Village       | Los Angeles     | city           | 8 270     |
| 463 | Westminster            | Orange          | city           | 89 701    |
| 464 | Westmorland            | Imperial        | city           | 2 225     |
| 465 | Wheatland              | Yuba            | city           | 3 456     |
| 466 | Whittier               | Los Angeles     | city           | 85 331    |
| 467 | Wildomar               | Riverside       | city           | 32 176    |
| 468 | Williams               | Colusa          | city           | 5 123     |
| 469 | Willits                | Mendocino       | city           | 4 888     |
| 470 | Willows C              | Glenn           | city           | 6 166     |
| 471 | Windsor                | Sonoma          | town           | 26 801    |
| 472 | Winters                | Yolo            | city           | 6 624     |
| 473 | Woodlake               | Tulare          | city           | 7 279     |
| 474 | Woodland C             | Yolo            | city           | 55 468    |
| 475 | Woodside               | San Mateo       | town           | 5 287     |
| 476 | Yorba Linda            | Orange          | city           | 64 234    |
| 477 | Yountville             | Napa            | town           | 2 933     |
| 478 | Yreka C                | Siskiyou        | city           | 7 765     |
| 479 | Yuba City C            | Sutter          | city           | 64 925    |
| 480 | Yucaipa                | San Bernardino  | city           | 51 367    |
| 481 | Yucca Valley           | San Bernardino  | town           | 20 700    |